# Simning vid världsmästerskapen i simsport 2024 – Herrarnas 400 meter frisim
Herrarnas 400 meter frisim vid världsmästerskapen i simsport 2024 avgjordes den 11 februari 2024 i Aspire Dome i Doha i Qatar.
Sydkoreanske Kim Woo-min tog guld efter ett lopp på 3 minuter och 42,71 sekunder. Silvret togs av australiske Elijah Winnington och bronset togs av tyske Lukas Märtens.

## Rekord
Inför tävlingens start fanns följande världs- och mästerskapsrekord:
|                   | Namn            | Nation   | Tid     | Ort          | Datum        |
| ----------------- | --------------- | -------- | ------- | ------------ | ------------ |
| Världsrekord      | Paul Biedermann | Tyskland | 3.40,07 | Rom, Italien | 26 juli 2009 |
| Mästerskapsrekord | Paul Biedermann | Tyskland | 3.40,07 | Rom, Italien | 26 juli 2009 |

## Resultat

### Försöksheat
Försöksheaten startade klockan 09:44.
| Placering | Heat | Bana | Namn                  | Nationalitet             | Tid     | Noteringar |
| --------- | ---- | ---- | --------------------- | ------------------------ | ------- | ---------- |
| 1         | 6    | 5    | Elijah Winnington     | Australien               | 3.44,37 | 0Q0        |
| 2         | 5    | 4    | Lukas Märtens         | Tyskland                 | 3.44,77 | 0Q0        |
| 3         | 6    | 3    | Kim Woo-min           | Sydkorea                 | 3.45,14 | 0Q0        |
| 4         | 6    | 2    | Daniel Wiffen         | Irland                   | 3.45,52 | 0Q0        |
| 5         | 5    | 3    | Felix Auböck          | Österrike                | 3.45,53 | 0Q0        |
| 6         | 5    | 5    | Guilherme Costa       | Brasilien                | 3.46,03 | 0Q0        |
| 7         | 5    | 0    | Lucas Henveaux        | Belgien                  | 3.46,15 | 0Q0, 0NR0  |
| 8         | 4    | 6    | Victor Johansson      | Sverige                  | 3.46,20 | 0Q0, 0NR0  |
| 9         | 4    | 5    | David Aubry           | Frankrike                | 3.46,40 |            |
| 10        | 5    | 7    | Zhang Zhanshuo        | Kina                     | 3,46,46 |            |
| 11        | 5    | 8    | Kristóf Rasovszky     | Ungern                   | 3.46,77 |            |
| 12        | 6    | 1    | David Johnston        | USA                      | 3.46,99 |            |
| 13        | 6    | 8    | Fei Liwei             | Kina                     | 3.47,06 |            |
| 14        | 6    | 0    | Matteo Ciampi         | Italien                  | 3.47,23 |            |
| 15        | 6    | 6    | Antonio Djakovic      | Schweiz                  | 3.47,81 |            |
| 16        | 5    | 1    | Sven Schwarz          | Tyskland                 | 3.47,82 |            |
| 17        | 6    | 4    | Ahmed Hafnaoui        | Tunisien                 | 3.48,05 |            |
| 18        | 5    | 9    | Alfonso Mestre        | Venezuela                | 3.48,38 |            |
| 19        | 3    | 5    | Krzysztof Chmielewski | Polen                    | 3.48,71 |            |
| 20        | 6    | 7    | Danas Rapšys          | Litauen                  | 3.48,72 |            |
| 21        | 4    | 9    | Khiew Hoe Yean        | Malaysia                 | 3.49,14 |            |
| 22        | 4    | 2    | Kregor Zirk           | Estland                  | 3.49,34 |            |
| 23        | 5    | 6    | Petar Mitsin          | Bulgarien                | 3.49,43 |            |
| 24        | 5    | 2    | Marco De Tullio       | Italien                  | 3.49,44 |            |
| 25        | 4    | 3    | Ahmed Jaouadi         | Tunisien                 | 3.49,85 |            |
| 26        | 4    | 1    | Ilia Sibirtsev        | Uzbekistan               | 3.50,09 |            |
| 27        | 4    | 7    | Jon Jøntvedt          | Norge                    | 3.50,71 |            |
| 28        | 4    | 8    | Lorne Wigginton       | Kanada                   | 3.50,91 |            |
| 29        | 3    | 4    | Carlos Quijada        | Spanien                  | 3.52,86 |            |
| 30        | 3    | 2    | Glen Lim Jun Wei      | Singapore                | 3.52,91 |            |
| 31        | 4    | 4    | Vlad Stancu           | Rumänien                 | 3.52,97 |            |
| 32        | 3    | 1    | Dylan Porges          | Mexiko                   | 3.53,11 |            |
| 33        | 3    | 6    | Juan Morales          | Colombia                 | 3.54,22 |            |
| 34        | 2    | 5    | Samuel Kostal         | Slovakien                | 3.54,78 |            |
| 35        | 6    | 9    | Logan Fontaine        | Frankrike                | 3.55,60 |            |
| 36        | 3    | 3    | Emir Batur Albayrak   | Turkiet                  | 3.56,34 |            |
| 37        | 3    | 7    | Sašo Boškan           | Slovenien                | 3.56,38 |            |
| 38        | 2    | 4    | Loris Bianchi         | San Marino               | 3.58,47 |            |
| 39        | 3    | 9    | Rafael Ponce de León  | Peru                     | 3.59,63 |            |
| 40        | 4    | 0    | Nguyễn Huy Hoàng      | Vietnam                  | 4.02,13 |            |
| 41        | 2    | 3    | Omar Abbass           | Syrien                   | 4.03,21 |            |
| 42        | 1    | 1    | Matheo Mateos         | Paraguay                 | 4.04,14 |            |
| 43        | 2    | 2    | Nikola Gjuretanovikj  | Nordmakedonien           | 4.04,76 |            |
| 44        | 2    | 0    | Nasir Hussain         | Nepal                    | 4.05,65 |            |
| 45        | 2    | 9    | Ridhwan Mohamed       | Kenya                    | 4.06,44 |            |
| 46        | 2    | 6    | Alberto Vega          | Costa Rica               | 4.06,89 |            |
| 47        | 1    | 4    | Xavier Ventura        | El Salvador              | 4.07,35 |            |
| 48        | 2    | 1    | Mal Gashi             | Kosovo                   | 4.08,51 |            |
| 49        | 2    | 8    | Liggjas Joensen       | Färöarna                 | 4.08,59 |            |
| 50        | 3    | 0    | Tonnam Kanteemool     | Thailand                 | 4.09,41 |            |
| 51        | 1    | 5    | Khaled Al-Otaibi      | Kuwait                   | 4.14,64 |            |
| 52        | 1    | 7    | Mahmoud Abu Gharbieh  | Palestina                | 4.15,85 |            |
| 53        | 3    | 8    | Ryan Barbe            | Marocko                  | 4.16,08 |            |
| 54        | 1    | 6    | Kaeden Gleason        | Amerikanska Jungfruöarna | 4.17,52 |            |
| 55        | 1    | 3    | Mohammed Al-Zaki      | Saudiarabien             | 4.21,18 |            |
| 56        | 1    | 2    | Mohamed Shiham        | Maldiverna               | 4.31,96 |            |
| 57        | 2    | 7    | Gerald Hernández      | Nicaragua                | 0DNS0   | 0DNS0      |

### Final
Finalen startade klockan 19:02.
| Placering | Bana | Namn              | Nationalitet | Tid     | Noteringar |
| --------- | ---- | ----------------- | ------------ | ------- | ---------- |
| 1         | 3    | Kim Woo-min       | Sydkorea     | 3.42.71 |            |
| 2         | 4    | Elijah Winnington | Australien   | 3.42.86 |            |
| 3         | 5    | Lukas Märtens     | Tyskland     | 3.42.96 |            |
| 4         | 7    | Guilherme Costa   | Brasilien    | 3.44.22 |            |
| 5         | 1    | Lucas Henveaux    | Belgien      | 3.44.61 | 0NR0       |
| 6         | 8    | Victor Johansson  | Sverige      | 3.45.87 | 0NR0       |
| 7         | 6    | Daniel Wiffen     | Irland       | 3.46.65 |            |
| 8         | 2    | Felix Auböck      | Österrike    | 3.51.60 |            |